# Erala
Erala är en ort i Estland. Den ligger i Tartu kommun och landskapet Tartumaa, i den sydöstra delen av landet, 160 km sydost om huvudstaden Tallinn. Erala ligger 43 meter över havet och antalet invånare är 197.
Terrängen runt Erala är platt. Runt Erala är det glesbefolkat, med 16 invånare per kvadratkilometer. Närmaste större samhälle är Dorpat, 9,6 km söder om Erala. Omgivningarna runt Erala är en mosaik av jordbruksmark och naturlig växtlighet.